# Carl Felix List
Carl Felix List (* 14. September 1902 in Salbke; † 12. Dezember 1968 in Grand Rapids) war ein deutscher Neurochirurg.

## Leben
List studierte an der Berliner Friedrich-Wilhelms-Universität Medizin. Die Approbation erfolgte 1926. Nach dem Abschluss absolvierte er ein Praktikum an der Charité und dem Rudolf-Virchow-Krankenhaus. Es folgte eine Graduiertenausbildung in Neurologie, Neuropathologie und Neurochirurgie in Berlin und Breslau. In Berlin war er 1931 in der Nervenabteilung des Hufelandhospitals, in Boston war er zumindest 1932 an der Chirurgischen Klinik des Peter Bent Brigham Hospitals tätig. Er setzte die Ausbildung in Chicago fort. 1933 war er als Chirurgie-Assistenzarzt am städtischen Krankenhaus Moabit in Berlin tätig. Aufgrund seiner jüdischen Abstammung wurde er nach der sogenannten Machtergreifung der Nationalsozialisten im März 1933 entlassen.
Er emigrierte über Brüssel in die USA und arbeitete ab 1934 in der Abteilung für Neurochirurgie an der Universität Michigan in Ann Arbor unter Max Peet. Er war zunächst als Forschungslehrer und später als Dozent tätig. 1939 wurde er vom American Board of Psychiatry and Neurology approbiert. 1941 folgte eine Zulassung als Neurochirurg durch das American Board of Neurological Surgery. Er trat 1942 der American Neurological Association bei. 1967 wurde er zum senior member der Gesellschaft.
Im Juli 1946 ging er nach Grand Rapids in Michigan und wurde Facharzt in seinem Fachgebiet am Blodgett Memorial, am Butterworth Hospital und am St. Mary’s Hospital.
List forschte an grundsätzlichen neurologischen Problemen und war chirurgisch tätig. Er gehörte zu den Pionieren der Arteriografie der Halsschlagader und war eine anerkannte Autorität im Bereich von Entwicklungsanomalien von Hinterhauptbein, Atlas und Axis.
Er war mit Eva List verheiratet und hatte eine Tochter und einen Sohn. List verstarb überraschend am 12. Dezember 1968.

## Werke
- Über das Problem der hypertrophischen Leberzirrhose anhand von zwei sezierten Fällen., 1926
- Über die Therapie der Neuralgien in Klinische Wochenschrift, 10. Jahrgang, Nummer 16, 1931, Seite 746
- Über eine seltene Form von cerebraler Kinderlähmung, zugleich ein Beitrag zu dem Studium cerebraler Verkalkungen 132. Jahrgang, Band 1, Seite 1 ff. in Zeitschrift für die gesamte Neurologie und Psychiatrie, 134. Band, 1. Dezember 1931, Seite 616 ff.; ISSN 0303-4194
- Beiträge zur Differentialdiagnose und Pathogenese der im mittleren und höheren Lebensalter vorkommenden hirntumorähnlichen Gefäßprozesse. in Zeitschrift für die gesamte Neurologie und Psychiatrie, 134. Band, Seite 616 ff.; ISSN 0303-4194
- Doppelseitige Medianusneuritis bei Akromegalie in Deutsche Zeitschrift für Nervenheilkunde, 1932, Seite 279 ff.
- Die Differentialdiagnose der Kleinhirnbrückenwinkelerkrankungen mit besonderer Berücksichtigung der Tumoren in Zeitschrift für die gesamte Neurologie und Psychiatrie, 144. Band, Dezember 1933, Seite 54 ff.; ISSN 0303-4194